# 格魯吉亞國家足球隊
格魯吉亞國家足球隊（羅馬化：sakartvelos erovnuli sapekhburto nak'rebi）是格魯吉亞的國家足球代表隊，由格魯吉亞足球總會管理。該隊在2024年歐洲足球錦標賽首次進入大型賽事會內賽。
目前格魯吉亞的球衣贊助商是Macron。

## 歷史
由於格魯吉亞整個國家是於1991年才獨立，格魯吉亞國家足球隊也正式由1991年開始。在之前格魯吉亞人都是代表蘇聯國家隊比賽。1992年正式加入歐洲足協。
格魯吉亞的足球歷史除了短以外，早期的成績亦不突出，不論在世界盃或歐洲國家盃，都是在外圍賽出局。其中最近期之例子，乃於2010年世界盃外圍賽，格魯吉亞排名最終位處榜末，當中更一場勝仗也沒有。不過在2016年歐洲盃前，在熱身賽以1比0擊敗西班牙。
在2024年歐洲國家盃外圍賽中，儘管格魯吉亞僅在小組賽中獲得第四名，但由於先前在歐洲國家聯賽中的成績（聯賽C小組第一），他們獲得了晉級附加賽的權利。附加賽中，格魯吉亞先於四強擊敗盧森堡，並於決賽的點球大戰中以4-2擊敗希臘，確保了2024年歐洲杯的參賽資格，也是他們首次入圍大型國際賽事。
在2024年歐洲國家盃小組賽中，最後一輪的賽事以2比0擊敗葡萄牙，不僅拿下歷史性的首勝，也打進隊史首個大型賽事的淘汰賽，儘管在十六強淘汰賽中以1比4不敵西班牙，十六強成績亦寫下國家隊最佳成績。

## 賽事成績

### 歷屆世界盃成績
| 世界盃參賽紀錄 | 世界盃參賽紀錄   | 世界盃參賽紀錄   | 世界盃參賽紀錄   | 世界盃參賽紀錄   | 世界盃參賽紀錄   | 世界盃參賽紀錄   | 世界盃參賽紀錄   | 世界盃參賽紀錄   |                  |
| 年份           | 最終成績         | 總排名           | 場數             | 勝               | 和*              | 負               | 入球             | 失球             |                  |
| -------------- | ---------------- | ---------------- | ---------------- | ---------------- | ---------------- | ---------------- | ---------------- | ---------------- | ---------------- |
| 1930年         | 隸屬蘇聯的一部分 | 隸屬蘇聯的一部分 | 隸屬蘇聯的一部分 | 隸屬蘇聯的一部分 | 隸屬蘇聯的一部分 | 隸屬蘇聯的一部分 | 隸屬蘇聯的一部分 | 隸屬蘇聯的一部分 | 隸屬蘇聯的一部分 |
| 1934年         | 隸屬蘇聯的一部分 | 隸屬蘇聯的一部分 | 隸屬蘇聯的一部分 | 隸屬蘇聯的一部分 | 隸屬蘇聯的一部分 | 隸屬蘇聯的一部分 | 隸屬蘇聯的一部分 | 隸屬蘇聯的一部分 | 隸屬蘇聯的一部分 |
| 1938年         | 隸屬蘇聯的一部分 | 隸屬蘇聯的一部分 | 隸屬蘇聯的一部分 | 隸屬蘇聯的一部分 | 隸屬蘇聯的一部分 | 隸屬蘇聯的一部分 | 隸屬蘇聯的一部分 | 隸屬蘇聯的一部分 | 隸屬蘇聯的一部分 |
| 1950年         | 隸屬蘇聯的一部分 | 隸屬蘇聯的一部分 | 隸屬蘇聯的一部分 | 隸屬蘇聯的一部分 | 隸屬蘇聯的一部分 | 隸屬蘇聯的一部分 | 隸屬蘇聯的一部分 | 隸屬蘇聯的一部分 | 隸屬蘇聯的一部分 |
| 1954年         | 隸屬蘇聯的一部分 | 隸屬蘇聯的一部分 | 隸屬蘇聯的一部分 | 隸屬蘇聯的一部分 | 隸屬蘇聯的一部分 | 隸屬蘇聯的一部分 | 隸屬蘇聯的一部分 | 隸屬蘇聯的一部分 | 隸屬蘇聯的一部分 |
| 1958年         | 隸屬蘇聯的一部分 | 隸屬蘇聯的一部分 | 隸屬蘇聯的一部分 | 隸屬蘇聯的一部分 | 隸屬蘇聯的一部分 | 隸屬蘇聯的一部分 | 隸屬蘇聯的一部分 | 隸屬蘇聯的一部分 | 隸屬蘇聯的一部分 |
| 1962年         | 隸屬蘇聯的一部分 | 隸屬蘇聯的一部分 | 隸屬蘇聯的一部分 | 隸屬蘇聯的一部分 | 隸屬蘇聯的一部分 | 隸屬蘇聯的一部分 | 隸屬蘇聯的一部分 | 隸屬蘇聯的一部分 | 隸屬蘇聯的一部分 |
| 1966年         | 隸屬蘇聯的一部分 | 隸屬蘇聯的一部分 | 隸屬蘇聯的一部分 | 隸屬蘇聯的一部分 | 隸屬蘇聯的一部分 | 隸屬蘇聯的一部分 | 隸屬蘇聯的一部分 | 隸屬蘇聯的一部分 | 隸屬蘇聯的一部分 |
| 1970年         | 隸屬蘇聯的一部分 | 隸屬蘇聯的一部分 | 隸屬蘇聯的一部分 | 隸屬蘇聯的一部分 | 隸屬蘇聯的一部分 | 隸屬蘇聯的一部分 | 隸屬蘇聯的一部分 | 隸屬蘇聯的一部分 | 隸屬蘇聯的一部分 |
| 1974年         | 隸屬蘇聯的一部分 | 隸屬蘇聯的一部分 | 隸屬蘇聯的一部分 | 隸屬蘇聯的一部分 | 隸屬蘇聯的一部分 | 隸屬蘇聯的一部分 | 隸屬蘇聯的一部分 | 隸屬蘇聯的一部分 | 隸屬蘇聯的一部分 |
| 1978年         | 隸屬蘇聯的一部分 | 隸屬蘇聯的一部分 | 隸屬蘇聯的一部分 | 隸屬蘇聯的一部分 | 隸屬蘇聯的一部分 | 隸屬蘇聯的一部分 | 隸屬蘇聯的一部分 | 隸屬蘇聯的一部分 | 隸屬蘇聯的一部分 |
| 1982年         | 隸屬蘇聯的一部分 | 隸屬蘇聯的一部分 | 隸屬蘇聯的一部分 | 隸屬蘇聯的一部分 | 隸屬蘇聯的一部分 | 隸屬蘇聯的一部分 | 隸屬蘇聯的一部分 | 隸屬蘇聯的一部分 | 隸屬蘇聯的一部分 |
| 1986年         | 隸屬蘇聯的一部分 | 隸屬蘇聯的一部分 | 隸屬蘇聯的一部分 | 隸屬蘇聯的一部分 | 隸屬蘇聯的一部分 | 隸屬蘇聯的一部分 | 隸屬蘇聯的一部分 | 隸屬蘇聯的一部分 | 隸屬蘇聯的一部分 |
| 1990年         | 隸屬蘇聯的一部分 | 隸屬蘇聯的一部分 | 隸屬蘇聯的一部分 | 隸屬蘇聯的一部分 | 隸屬蘇聯的一部分 | 隸屬蘇聯的一部分 | 隸屬蘇聯的一部分 | 隸屬蘇聯的一部分 | 隸屬蘇聯的一部分 |
| 1994年         | 沒有參賽         | 沒有參賽         | 沒有參賽         | 沒有參賽         | 沒有參賽         | 沒有參賽         | 沒有參賽         | 沒有參賽         | 沒有參賽         |
| 1998年         | 未能晉級         | 未能晉級         | 未能晉級         | 未能晉級         | 未能晉級         | 未能晉級         | 未能晉級         | 未能晉級         | 未能晉級         |
| 2002年         | 未能晉級         | 未能晉級         | 未能晉級         | 未能晉級         | 未能晉級         | 未能晉級         | 未能晉級         | 未能晉級         | 未能晉級         |
| 2006年         | 未能晉級         | 未能晉級         | 未能晉級         | 未能晉級         | 未能晉級         | 未能晉級         | 未能晉級         | 未能晉級         | 未能晉級         |
| 2010年         | 未能晉級         | 未能晉級         | 未能晉級         | 未能晉級         | 未能晉級         | 未能晉級         | 未能晉級         | 未能晉級         | 未能晉級         |
| 2014年         | 未能晉級         | 未能晉級         | 未能晉級         | 未能晉級         | 未能晉級         | 未能晉級         | 未能晉級         | 未能晉級         | 未能晉級         |
| 2018年         | 未能晉級         | 未能晉級         | 未能晉級         | 未能晉級         | 未能晉級         | 未能晉級         | 未能晉級         | 未能晉級         | 未能晉級         |
| 2022年         | 未能晉級         | 未能晉級         | 未能晉級         | 未能晉級         | 未能晉級         | 未能晉級         | 未能晉級         | 未能晉級         | 未能晉級         |
| 總結           | 0/7              | ------           | --               | --               | --               | --               | --               | --               |                  |

### 歐洲國家杯成績
| 年份   | 最終成績         | 場數             | 勝               | 和*              | 負               | 入球             | 失球             |                  |
| ------ | ---------------- | ---------------- | ---------------- | ---------------- | ---------------- | ---------------- | ---------------- | ---------------- |
| 1960年 | 隸屬蘇聯的一部分 | 隸屬蘇聯的一部分 | 隸屬蘇聯的一部分 | 隸屬蘇聯的一部分 | 隸屬蘇聯的一部分 | 隸屬蘇聯的一部分 | 隸屬蘇聯的一部分 | 隸屬蘇聯的一部分 |
| 1964年 | 隸屬蘇聯的一部分 | 隸屬蘇聯的一部分 | 隸屬蘇聯的一部分 | 隸屬蘇聯的一部分 | 隸屬蘇聯的一部分 | 隸屬蘇聯的一部分 | 隸屬蘇聯的一部分 | 隸屬蘇聯的一部分 |
| 1968年 | 隸屬蘇聯的一部分 | 隸屬蘇聯的一部分 | 隸屬蘇聯的一部分 | 隸屬蘇聯的一部分 | 隸屬蘇聯的一部分 | 隸屬蘇聯的一部分 | 隸屬蘇聯的一部分 | 隸屬蘇聯的一部分 |
| 1972年 | 隸屬蘇聯的一部分 | 隸屬蘇聯的一部分 | 隸屬蘇聯的一部分 | 隸屬蘇聯的一部分 | 隸屬蘇聯的一部分 | 隸屬蘇聯的一部分 | 隸屬蘇聯的一部分 | 隸屬蘇聯的一部分 |
| 1976年 | 隸屬蘇聯的一部分 | 隸屬蘇聯的一部分 | 隸屬蘇聯的一部分 | 隸屬蘇聯的一部分 | 隸屬蘇聯的一部分 | 隸屬蘇聯的一部分 | 隸屬蘇聯的一部分 | 隸屬蘇聯的一部分 |
| 1980年 | 隸屬蘇聯的一部分 | 隸屬蘇聯的一部分 | 隸屬蘇聯的一部分 | 隸屬蘇聯的一部分 | 隸屬蘇聯的一部分 | 隸屬蘇聯的一部分 | 隸屬蘇聯的一部分 | 隸屬蘇聯的一部分 |
| 1984年 | 隸屬蘇聯的一部分 | 隸屬蘇聯的一部分 | 隸屬蘇聯的一部分 | 隸屬蘇聯的一部分 | 隸屬蘇聯的一部分 | 隸屬蘇聯的一部分 | 隸屬蘇聯的一部分 | 隸屬蘇聯的一部分 |
| 1988年 | 隸屬蘇聯的一部分 | 隸屬蘇聯的一部分 | 隸屬蘇聯的一部分 | 隸屬蘇聯的一部分 | 隸屬蘇聯的一部分 | 隸屬蘇聯的一部分 | 隸屬蘇聯的一部分 | 隸屬蘇聯的一部分 |
| 1992年 | 隸屬蘇聯的一部分 | 隸屬蘇聯的一部分 | 隸屬蘇聯的一部分 | 隸屬蘇聯的一部分 | 隸屬蘇聯的一部分 | 隸屬蘇聯的一部分 | 隸屬蘇聯的一部分 | 隸屬蘇聯的一部分 |
| 1996年 | 未能晉級         | 未能晉級         | 未能晉級         | 未能晉級         | 未能晉級         | 未能晉級         | 未能晉級         | 未能晉級         |
| 2000年 | 未能晉級         | 未能晉級         | 未能晉級         | 未能晉級         | 未能晉級         | 未能晉級         | 未能晉級         | 未能晉級         |
| 2004年 | 未能晉級         | 未能晉級         | 未能晉級         | 未能晉級         | 未能晉級         | 未能晉級         | 未能晉級         | 未能晉級         |
| 2008年 | 未能晉級         | 未能晉級         | 未能晉級         | 未能晉級         | 未能晉級         | 未能晉級         | 未能晉級         | 未能晉級         |
| 2012年 | 未能晉級         | 未能晉級         | 未能晉級         | 未能晉級         | 未能晉級         | 未能晉級         | 未能晉級         | 未能晉級         |
| 2016年 | 未能晉級         | 未能晉級         | 未能晉級         | 未能晉級         | 未能晉級         | 未能晉級         | 未能晉級         | 未能晉級         |
| 2020年 | 未能晉級         | 未能晉級         | 未能晉級         | 未能晉級         | 未能晉級         | 未能晉級         | 未能晉級         | 未能晉級         |
| 2024年 | 十六強賽         | 4                | 1                | 1                | 2                | 5                | 8                |                  |
| 總結   | 1/8              | 4                | 1                | 1                | 2                | 5                | 8                |                  |

### 歐足聯國家聯賽成绩
| 年份    | 最终成绩       | 场数 | 胜 | 和* | 负 | 入球 | 失球 | 備考                   |
| ------- | -------------- | ---- | -- | --- | -- | ---- | ---- | ---------------------- |
| 2018–19 | 未能晉身決賽週 | 6    | 5  | 1   | 0  | 12   | 2    | 聯賽D，下季升級至聯賽C |
| 2020–21 | 未能晉身決賽週 | 6    | 1  | 4   | 1  | 6    | 6    | 聯賽C                  |
| 2022–23 | 未能晉身決賽週 | 6    | 5  | 1   | 0  | 16   | 3    | 聯賽C，下季升級至聯賽B |
| 总结    | 0/3            | 18   | 11 | 6   | 1  | 34   | 11   | --                     |

（*）包括淘汰赛阶段要以延长赛或十二码决胜之和局（90分钟）。

## 近賽成績

### 2024年歐洲足球錦標賽外圍賽
| 排名 | 隊伍     | 賽 | 勝 | 和 | 負 | 得 | 失 | 差  | 分 | 獲得資格               |  |     |     |     |     |     |
| ---- | -------- | -- | -- | -- | -- | -- | -- | --- | -- | ---------------------- |  | --- | --- | --- | --- | --- |
| 1    | 西班牙   | 8  | 7  | 0  | 1  | 25 | 5  | +20 | 21 | 晉級決賽周賽事         |  | —   | 2–0 | 3–0 | 3–1 | 6–0 |
| 2    | 苏格兰   | 8  | 5  | 2  | 1  | 17 | 8  | +9  | 17 | 晉級決賽周賽事         |  | 2–0 | —   | 3–3 | 2–0 | 3–0 |
| 3    | 挪威     | 8  | 3  | 2  | 3  | 14 | 12 | +2  | 11 |                        |  | 0–1 | 1–2 | —   | 2–1 | 3–1 |
| 4    |          | 8  | 2  | 2  | 4  | 12 | 18 | −6  | 8  | 通過國家聯賽晉身附加賽 |  | 1–7 | 2–2 | 1–1 | —   | 4–0 |
| 5    | 賽普勒斯 | 8  | 0  | 0  | 8  | 3  | 28 | −25 | 0  |                        |  | 1–3 | 0–3 | 0–4 | 1–2 | —   |

## 球員名單

### 入選球員名單
- 以下是2024年歐洲國家盃26人正選名單
- 名單更新日期：2024年6月7日

| 號碼 | 位置 | 球員姓名                                       | 出生日期（年齡）       | 出賽 | 入球 | 效力球會       |
| ---- | ---- | ---------------------------------------------- | ---------------------- | ---- | ---- | -------------- |
| 1    |      | 格奧爾基·洛里亞（Giorgi Loria）                | 1986年1月27日（38歲）  | 78   | 0    | 第比利斯迪纳摩 |
| 12   |      | 盧卡·古格沙什維利（Luka Gugeshashvili）        | 1999年4月29日（25歲）  | 1    | 0    | 卡拉巴克       |
| 25   |      | 喬治·馬馬達什維利（Giorgi Mamardashvili）      | 2000年9月29日（23歲）  | 17   | 0    | 巴伦西亚       |
|      |      |                                                |                        |      |      |                |
| 2    | 后卫 | 奧塔爾·卡卡巴茲（Otar Kakabadze）              | 1995年6月27日（28歲）  | 61   | 0    | 克拉科維亞     |
| 3    | 后卫 | 拉沙·德瓦利（Lasha Dvali）                     | 1995年5月14日（29歲）  | 32   | 1    | 尼科西亚       |
| 4    | 后卫 | 古拉姆·卡什亞（Guram Kashia）                  | 1987年7月4日（36歲）   | 113  | 3    | 施洛雲         |
| 5    | 后卫 | 所羅門·基維科里亞（Solomon Kvirkvelia）        | 1992年2月6日（32歲）   | 58   | 0    | 阿科多         |
| 13   | 后卫 | 喬治·戈喬萊什維利（Giorgi Gocholeishvili）     | 2001年2月14日（23歲）  | 8    | 0    | 頓內次克礦工   |
| 14   | 后卫 | 盧卡·洛喬什維利（Luka Lochoshvili）            | 1998年5月29日（26歲）  | 10   | 1    | 克雷莫納       |
| 15   | 后卫 | 喬治·格維萊西亞尼（Giorgi Gvelesiani）         | 1991年4月5日（33歲）   | 1    | 0    | 柏斯波利斯     |
| 24   | 后卫 | 傑馬爾·塔比茲（Jemal Tabidze）                 | 1996年3月18日（28歲）  | 15   | 1    | 彭尼杜列高斯   |
|      |      |                                                |                        |      |      |                |
| 6    | 中場 | 喬治·科喬拉什維利（Giorgi Kochorashvili）      | 1999年6月19日（24歲）  | 8    | 0    | 利雲特         |
| 9    | 中場 | 祖里科·戴維塔希維里（Zuriko Davitashvili）     | 2001年2月15日（23歲）  | 35   | 6    | 波尔多         |
| 10   | 中場 | 喬治·查克維塔澤（Giorgi Chakvetadze）          | 1999年8月29日（24歲）  | 25   | 8    | 屈福特         |
| 16   | 中場 | 尼卡·克維克維斯基里（Nika Kvekveskiri）        | 1992年5月29日（32歲）  | 60   | 0    | 列治普斯納     |
| 17   | 中場 | 奧塔爾·基泰什維利（Otar Kiteishvili）          | 1996年3月26日（28歲）  | 37   | 3    | 格拉茨         |
| 18   | 中場 | 桑德羅·阿爾圖納什維利（Sandro Altunashvili）   | 1997年5月19日（27歲）  | 5    | 0    | 禾夫斯貝加     |
| 19   | 中場 | 萊萬·申格利亞（Levan Shengelia）               | 1995年10月27日（28歲） | 17   | 1    | 彭拿典奈高斯   |
| 20   | 中場 | 安佐爾·梅克瓦比什維利（Anzor Mekvabishvili）   | 2001年6月5日（23歲）   | 14   | 0    | 卡拉奧華大學   |
| 21   | 中場 | 喬治·齊泰什維利（Giorgi Tsitaishvili）         | 2000年11月18日（23歲） | 17   | 1    | 基輔迪納摩     |
| 23   | 中場 | 薩巴·洛賈尼澤（Saba Lobzhanidze）              | 1994年12月18日（29歲） | 36   | 3    | 阿特蘭大聯     |
| 26   | 中場 | 加布里埃爾·西瓜（Gabriel Sigua）               | 2005年6月30日（18歲）  | 2    | 0    | 巴塞爾         |
|      |      |                                                |                        |      |      |                |
| 7    | 前鋒 | 科维查·克瓦拉茨赫利亚（Khvicha Kvaratskhelia） | 2001年2月12日（23歲）  | 30   | 15   | 拿玻里         |
| 8    | 前鋒 | 布杜·齊夫齊瓦澤（Budu Zivzivadze）             | 1994年3月10日（30歲）  | 26   | 8    | 卡尔斯鲁厄     |
| 11   | 前鋒 | 喬治·科維利塔亞（Giorgi Kvilitaia）            | 1993年10月1日（30歲）  | 37   | 6    | 尼科西亞       |
| 22   | 前鋒 | 喬治·米達高斯（Georges Mikautadze）            | 2000年10月31日（23歲） | 25   | 10   | 梅斯           |

## 著名球員
- 伊舒韋利
- 高拜亞韋利
- 卡拿迪斯
- 基華利斯基利亞
- 萊萬·科比亞什維利
- 古拉姆·卡什亞